# 223912 Jacobeisig
223912 Jacobeisig è un asteroide della fascia principale esterna. Scoperto nel 2004, presenta un'orbita caratterizzata da un semiasse maggiore pari a 2,913682 UA e da un'eccentricità di 0,080274, inclinata di 9,444306° rispetto all'eclittica.
Jacob M. Eisig è un manager americano che ha diretto la gestione aziendale di numerose missioni spaziali in tutte le fasi del loro ciclo di vita, tra cui la missione New Horizons della NASA.